# Heeßen
Heeßen es un municipio situado en el distrito de Schaumburg, en el Estado federado de Baja Sajonia (Alemania). Tiene una población estimada, a fines de 2020, de 1441 habitantes.
Está ubicado a poca distancia al este de la frontera con el Estado de Renania del Norte-Westfalia, y al oeste de Hannover, la capital del Estado.